# Unna
Unna (en allemand : /ˈʊna/,, ? Écouter [Fiche], /ˈʊnaː/) est ville d'Allemagne située dans le land de Rhénanie-du-Nord-Westphalie.

## Géographie
Unna est située 20 km à l'est de Dortmund, une des grandes villes de la Ruhr.
Le territoire de la commune est constitué d'une partie fortement urbanisée à l'ouest (Unna-centre, Königsborg, Massen, Mülhausen, Uezen) et d'une partie plus rurale à l'est, avec les localités de Hemmerde, Westhemmerde, Stockum, Lünern, Nord-Lünern). A l'est d'Unna-centre se trouve la zone industrielle Unna Industriepark.
La commune est arrosée par des ruisseaux de faible importance (Lünerner Bach, Ameckebach...).
Elle est traversée par l'autoroute 44 qui la relie à Cassel et qui prend ensuite le numéro 40 (Rheinlanddamm) vers Dortmund, Duisbourg et Venlo (Pays-Bas).

## Histoire
Les premiers documents mentionnant Unna datent des environs de l’an mil. 
Unna se trouvait sur une voie de commerce très ancienne appelée Hellweg, sur laquelle était transporté, entre autres, du sel qui à l’époque médiévale permettait de conserver les aliments. 
Le château de Bröhl, aujourd'hui disparu, qui était situé à Westhemmerde, est le lieu d'origine de la famille germano-balte, puis polono-lituanienne, des  Broel-Plater (la branche allemande étant éteinte depuis le XVIIe siècle).
| Appartenances historiques Comté de Berg 1101-1161 Comté d'Altena 1161-1198 Comté de La Marck 1198-1807 Grand-duché de Berg 1807-1813 Royaume de Prusse (Province de Westphalie) 1815-1918 République de Weimar 1918-1933 Reich allemand 1933-1945 Allemagne occupée 1945-1949 Allemagne 1949-présent |

## Vie culturelle
- Centre de light art (Zentrum für Internationale Lichtkunst), musée d'art moderne consacré à l'art de la lumière
- Musée du Hellweg (Hellweg-Museum)
- Antenne Unna, une radio locale privée.

## Jumelages
La ville participe à plusieurs jumelages avec des villes européennes :
- Döbeln (Allemagne) ;
- Ajka (Hongrie) ;
- Palaiseau (France) ;
- Pise (Italie) ;
- Waalwijk (Pays-Bas).

## Patrimoine
Unna-centre est une ville d'époque médiévale, qui conserve les vestiges d'un mur d’enceinte où se trouve notamment la Tour des hiboux. On y trouve aussi des maisons à colombage. 
Les deux églises sont d'époques différentes : l'église protestante remonte à 1322 et l'église catholique à 1933-34 seulement. 

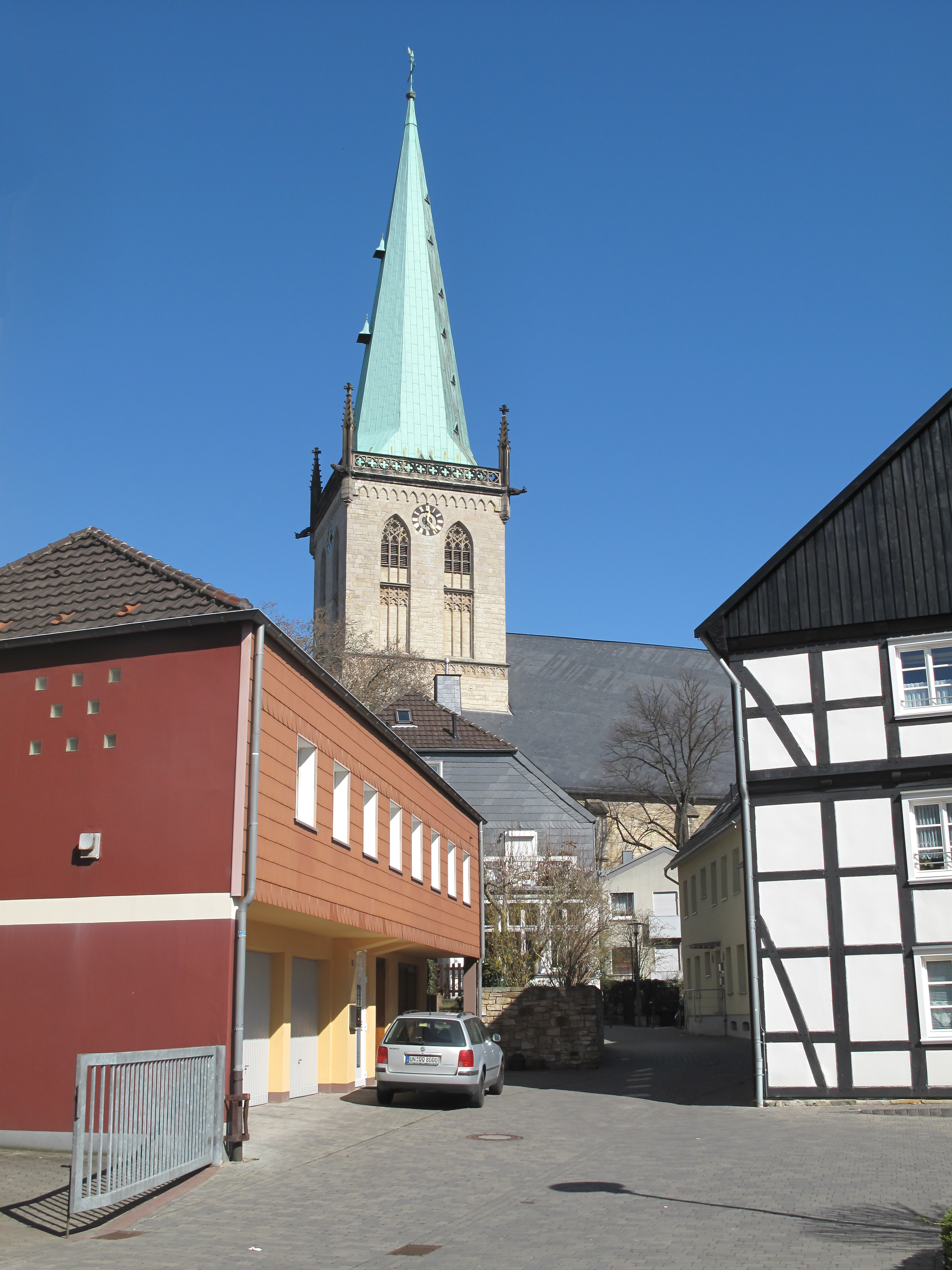
Église.
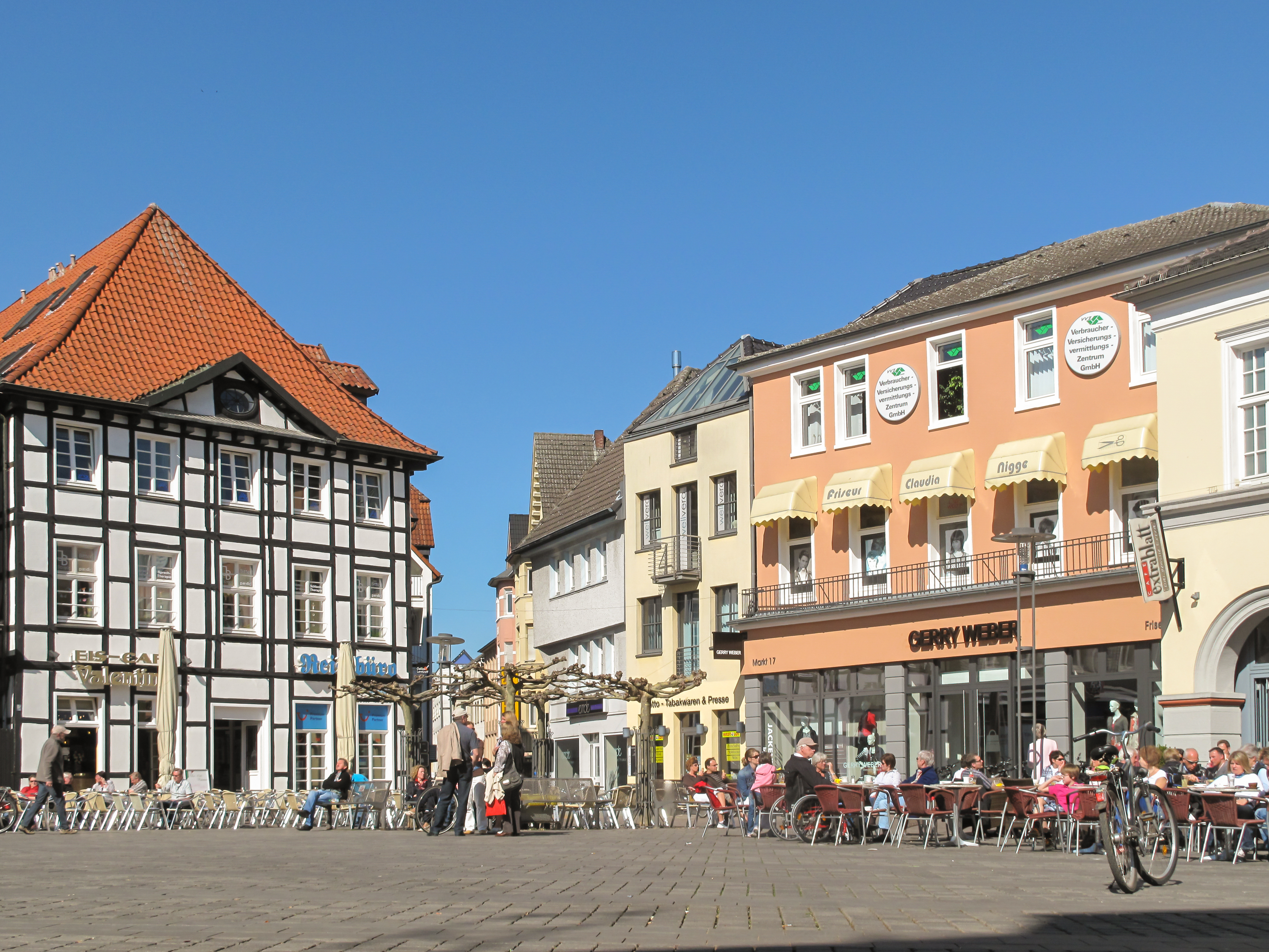
Place (der Markt).
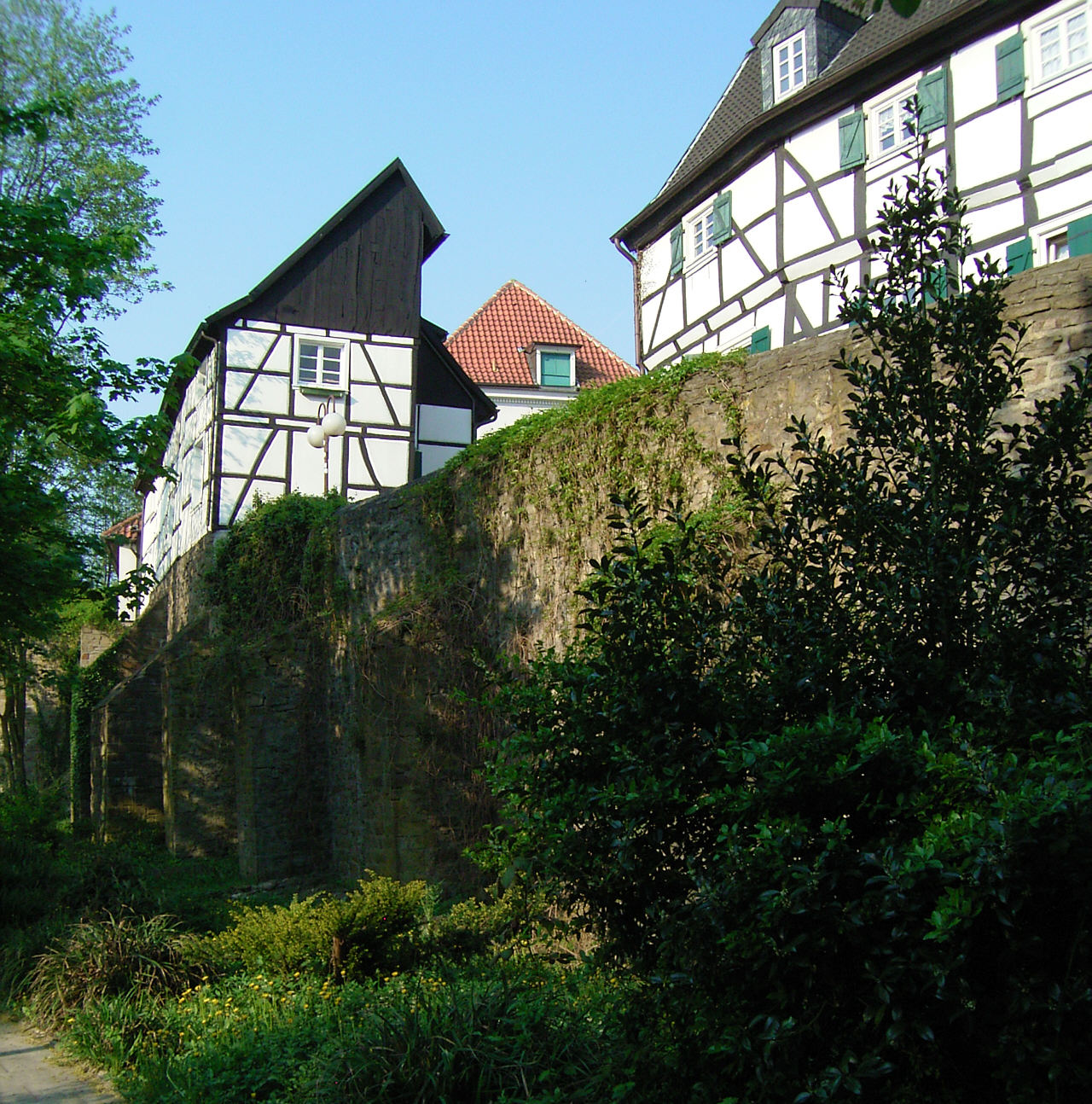
Vue du mur d'enceinte.

## Personnages célèbres
- Philipp Nicolai
- Carl Andreas Duker (1670-1752), philologue et historien
- Friedrich Hoßbach (1894-1980), militaire allemand
- Bernd Stelter